# Adam Stachowiak (kolarz)
Adam Stachowiak (ur. 10 czerwca 1989 w Żyrardowie) – polski kolarz szosowy i torowy. Wielokrotny medalista mistrzostw Polski w obu tych dyscyplinach.
Wychowanek klubu Cyklista Żyrardów, absolwent Szkoły Mistrzostwa Sportowego w Żyrardowie. Karierę zawodową rozpoczął w drużynie Bank BGŻ Team, gdzie stanowił trzon ekipy. Wielokrotny medalista mistrzostw Polski w kolarstwie torowym indywidualnie, jak i w drużynie. Reprezentant Polski w 70. wyścigu i 72. wyścigu Tour de Pologne.

## Osiągnięcia

### Kolarstwo szosowe
Opracowano na podstawie:

2012
- 3. miejsce w mistrzostwach Polski (jazda drużynowa na czas)

2013
- 3. miejsce w mistrzostwach Polski (jazda dwójkami)
- 2. miejsce w mistrzostwach Polski (jazda drużynowa na czas)

2014
- 1. miejsce w klasyfikacji górskiej Małopolskiego Wyścigu Górskiego
- 2. miejsce w Pucharze Uzdrowisk Karpackich
- 2. miejsce w mistrzostwach Polski (jazda drużynowa na czas)

2015
- 1. miejsce w Memoriale Grundmanna i Wizowskiego

2017
- 3. miejsce w Visegrad 4 Bicycle Race Grand Prix Hungary
- 3. miejsce w Bałtyk-Karkonosze Tour
- 1. miejsce w klasyfikacji górskiej Małopolskiego Wyścigu Górskiego
- 3. miejsce w Wyścigu Solidarności i Olimpijczyków
- 2. miejsce w górskich szosowych mistrzostwach Polski

2018
- 1. miejsce w mistrzostwach Polski (jazda drużynowa na czas)

2019
- 3. miejsce w Bałtyk-Karkonosze Tour
- 1. miejsce w Małopolskim Wyścigu Górskim
  - 1. miejsce na 3. etapie

2020
- 3. miejsce w Bałtyk-Karkonosze Tour
- 2. miejsce w górskich szosowych mistrzostwach Polski

### Kolarstwo torowe
2012
- 3. miejsce w mistrzostwach Polski w kolarstwie torowym (madison)

2013
- 1. miejsce w mistrzostwach Polski w kolarstwie torowym (wyścig drużynowy na 4 km)
- 2. miejsce w mistrzostwach Polski w kolarstwie torowym (madison)
- 2. miejsce w mistrzostwach Polski w kolarstwie torowym (wyścig punktowy)
- 2. miejsce w mistrzostwach Polski w kolarstwie torowym (wyścig indywidualny na 4 km)